# Laniakea-superhoben
 For alternative betydninger, se Laniakea.
Laniakea-superhoben, Laniakea Supercluster eller kort Laniakea er en superhob (supercluster) som er hjemsted for bl.a. Mælkevejen, Solsystemet og planeten Jorden. Laniakea blev defineret september 2014, da en gruppe astronomer ledet af R. Brent Tully fra University of Hawaii publicerede en ny måde at definere superhobe på via relative hastigheder af galakser.
Den nye definition af superhoben Laniakea indebærer, at den tidligere selvstændigt definerede superhob, Virgo-superhoben, herefter indgår som en del af Laniakea-superhoben sammen med de lokale superhobe Pavo-Indus Supercluster og Hydra-Centaurus Supercluster, der inkluderer den samlede superhobs center med det gravitationelle fokuspunkt Den store tiltrækker (Great Attractor,).

## Karakterisering
Laniakea-superhoben omfatter 100.000 galakser som strækker sig udover 160 megaparsec (522 millioner lysår). Superhobe er nogle af universets største strukturer, og har grænser som er vanskelige at definere, specielt indefra. Teamet anvendte radioteleskoper til at kortlægge en stor samling af de lokale galakser. Indeni i en given superhob vil alle galaksebevægelse være indadrettede, mod massecenteret. I tilfældet med Laniakea-superhoben, er dette gravitationelle fokuspunkt Den store tiltrækker (Great Attractor), og den indvirker på såvel galaksernes bevægelser i Den lokale galaksegruppe, som vores galakse Mælkevejen befinder sig i, som på alle andre galakser i vores superhob Laniakea.

## Lokation
Laniakeas nabosuperhobe er Shapley-superhoben, Hercules-superhoben, Coma-superhoben, Perseus-Pisces-superhoben. Grænsen mellem disse superhobe og Laniakea er ikke nøjagtigt kendt endnu.

## Navn, etymologi
Navnet Laniakea betyder på Hawaiiansk "umålelige himmel", fra "lani" for 'himmel' og "akea" for 'rumlig' eller 'umålelig'. Laniakea blev foreslået af den Hawaiianske lektor Nawa'a Napoleon, ved Kapiolani Community College. Navnet ærer Polynesiske navigatorer som anvendte viden om himmelmekanik til at rejse i Stillehavet.